# Littrow (cráter)

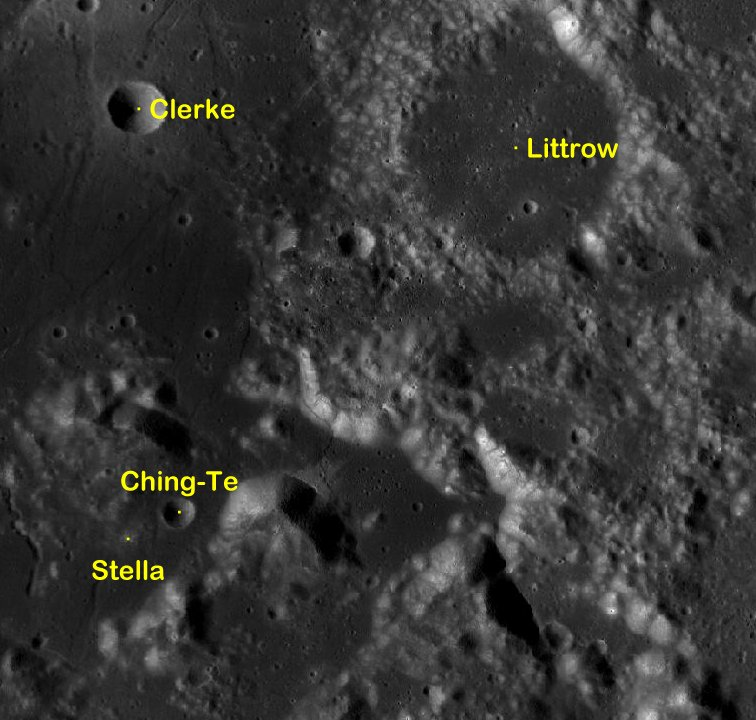
Cráter lunar Littrow. Localización de Ching-Te y de Stella. (Imagen LRO)

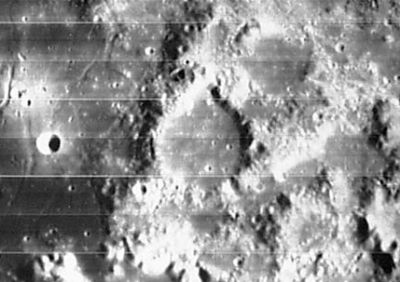
Fotografía de la misión Lunar Orbiter 4

Littrow es un cráter de impacto que se encuentra en la parte noreste de la cara visible de la Luna, en el extremo este del Mare Serenitatis. A cierta distancia hacia el noreste aparece el prominente cráter Römer, mientras que al sur se halla Vitruvius.
|  |

El borde de Littrow está muy desgastado, especialmente la pared sur. El interior ha sido inundado por la lava en el pasado, dejando una superficie relativamente lisa, carente de rasgos distintivos y sin una elevación central.

## Rimae Littrow
Justo al noroeste de Littrow se halla un sistema de grietas designado Rimae Littrow, en las coordenadas selenográficos 22.1° N, 29.9° E, con un diámetro envolvente de 115 km. Al sursudoeste aparece el valle Taurus-Littrow que es notable por ser el lugar de aterrizaje de la misión Apolo 17. Dos pequeños cráteres al oeste de este punto tienen nombres asignados por la UAI, que se relacionan a continuación:
| Cráter   | Coordenadas                   | Diámetro | Origen del nombre         |
| -------- | ----------------------------- | -------- | ------------------------- |
| Ching-Te | 20°00′N 30°00′O / 20.0, -30.0 | 4 km     | Nombre masculino en chino |
| Stella   | 19°54′N 29°48′O / 19.9, -29.8 | 1 km     | Nombre femenino en latín  |

## Cráteres satélite
Por convención estos elementos son identificados en los mapas lunares poniendo la letra en el lado del punto medio del cráter que está más cercano a Littrow.
|         | \| Littrow \| Coordenadas \| Diámetro \| \| ------- \| ---------------------------- \| -------- \| \| A \| 22°12′N 32°12′E / 22.2, 32.2 \| 23 km \| \| D \| 23°42′N 32°48′E / 23.7, 32.8 \| 8 km \| \| F \| 22°00′N 34°06′E / 22.0, 34.1 \| 12 km \| \| P \| 23°12′N 32°48′E / 23.2, 32.8 \| 36 km \| |          |
| Littrow | Coordenadas | Diámetro |
| A       | 22°12′N 32°12′E / 22.2, 32.2 | 23 km    |
| D       | 23°42′N 32°48′E / 23.7, 32.8 | 8 km     |
| F       | 22°00′N 34°06′E / 22.0, 34.1 | 12 km    |
| P       | 23°12′N 32°48′E / 23.2, 32.8 | 36 km    |

Los siguientes cráteres han sido renombrados por el UAI.
- Littrow B- Véase  Clerke (cráter).